# Palmeraie de Marrakech
Pour les articles homonymes, voir Palmeraie (homonymie).
La palmeraie de Marrakech est une importante palmeraie du XIe siècle du nord de Marrakech, au Maroc. Patrimoine naturel marocain de près de 100 000 palmiers, sur environ 15 000 hectares, elle est un des hauts lieux historiques de la culture, de l'économie, et du tourisme marocains. 

## Historique
Vers 1070, le Sultan souverain du Maroc Youssef ben Tachfine (1009-1106), de la dynastie des Almoravides, fonde la Médina de Marrakech en tant que capitale du Maroc, en bordure du massif de l'Atlas, où il crée cette vaste palmeraie sous forme d'oasis irriguée par un réseau de canalisations souterraines (khettara), pour exploiter les nappes phréatiques locales. 

Palmeraie historique de Marrakech
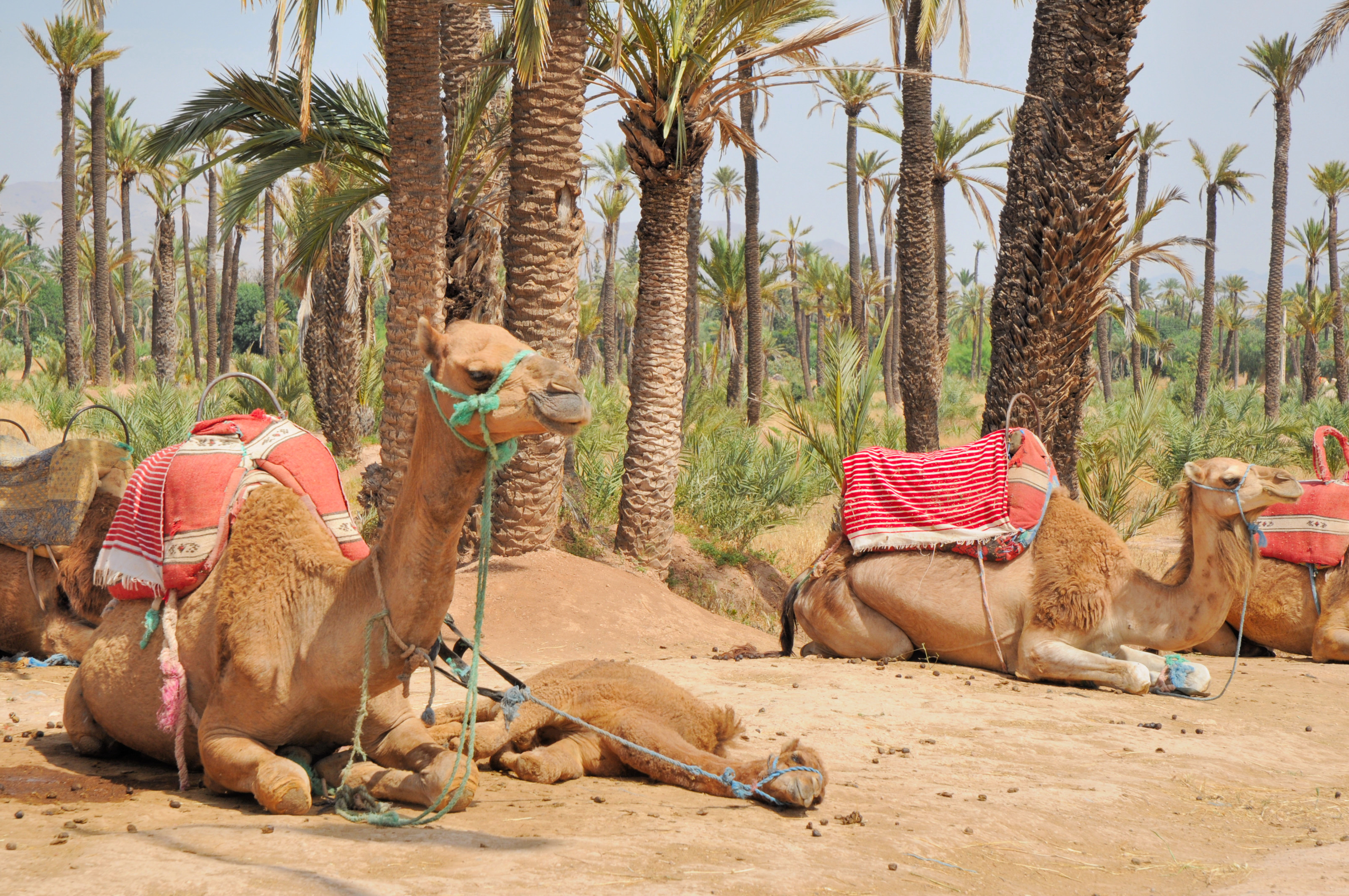
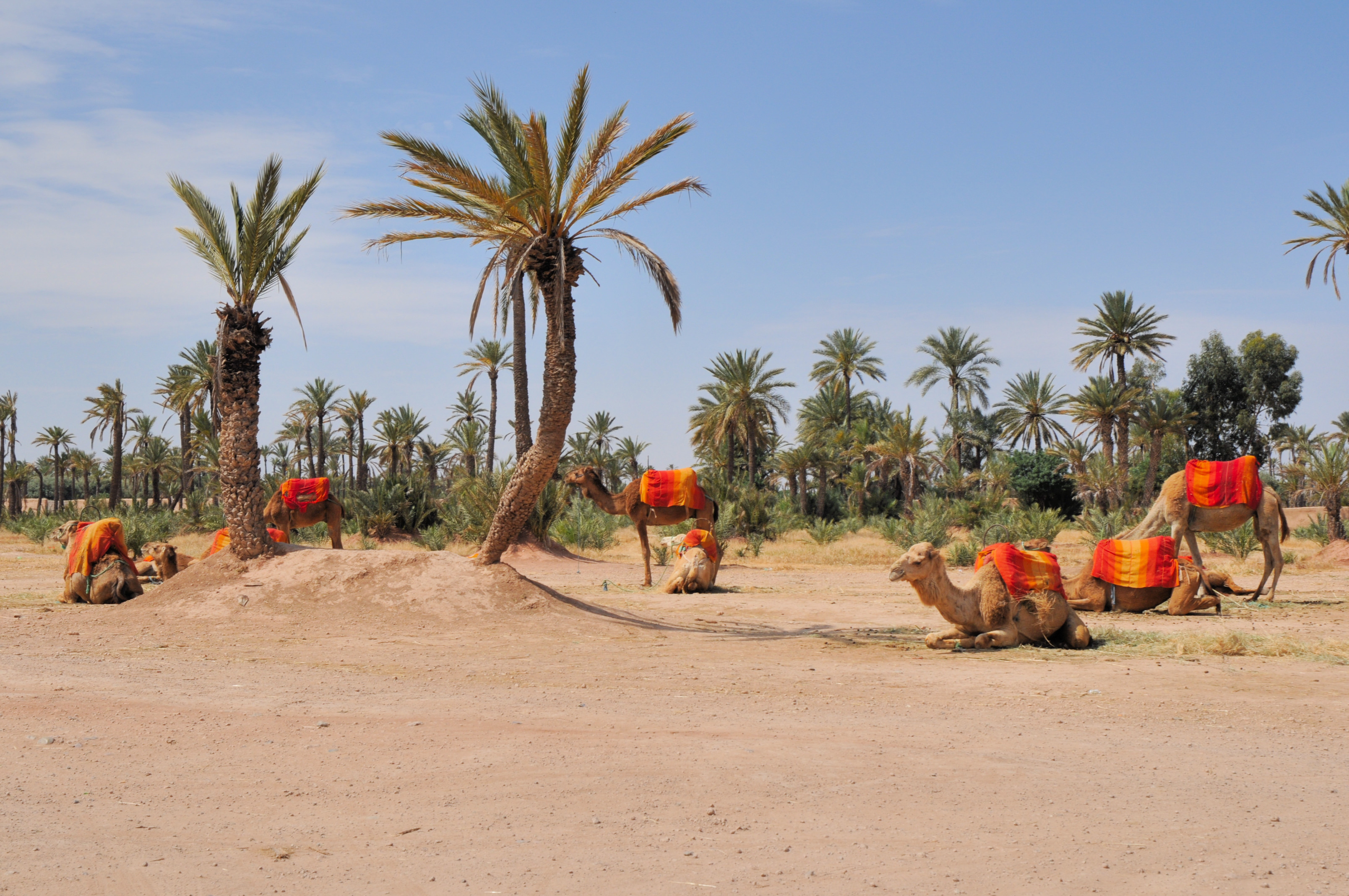
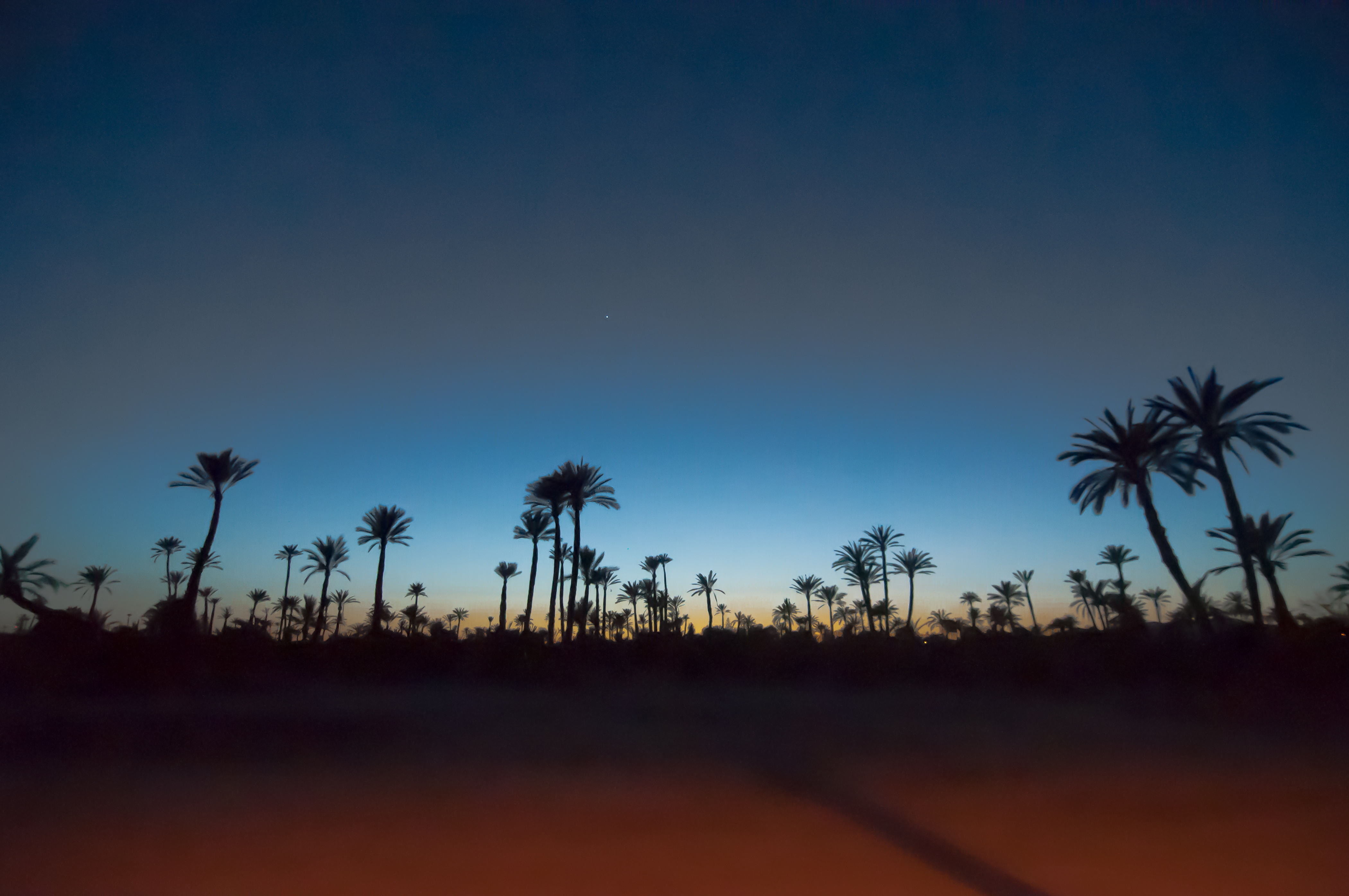

La palmeraie de Marrakech produit, par phœniciculture et principe de sylviculture, des dattes, de l'huile de palme, du vin de palme, des cœurs de palmiers, du bois… Elle peut être visitée en voiture, ou à dos de dromadaire. 

Hôtels, palaces, villages de vacances
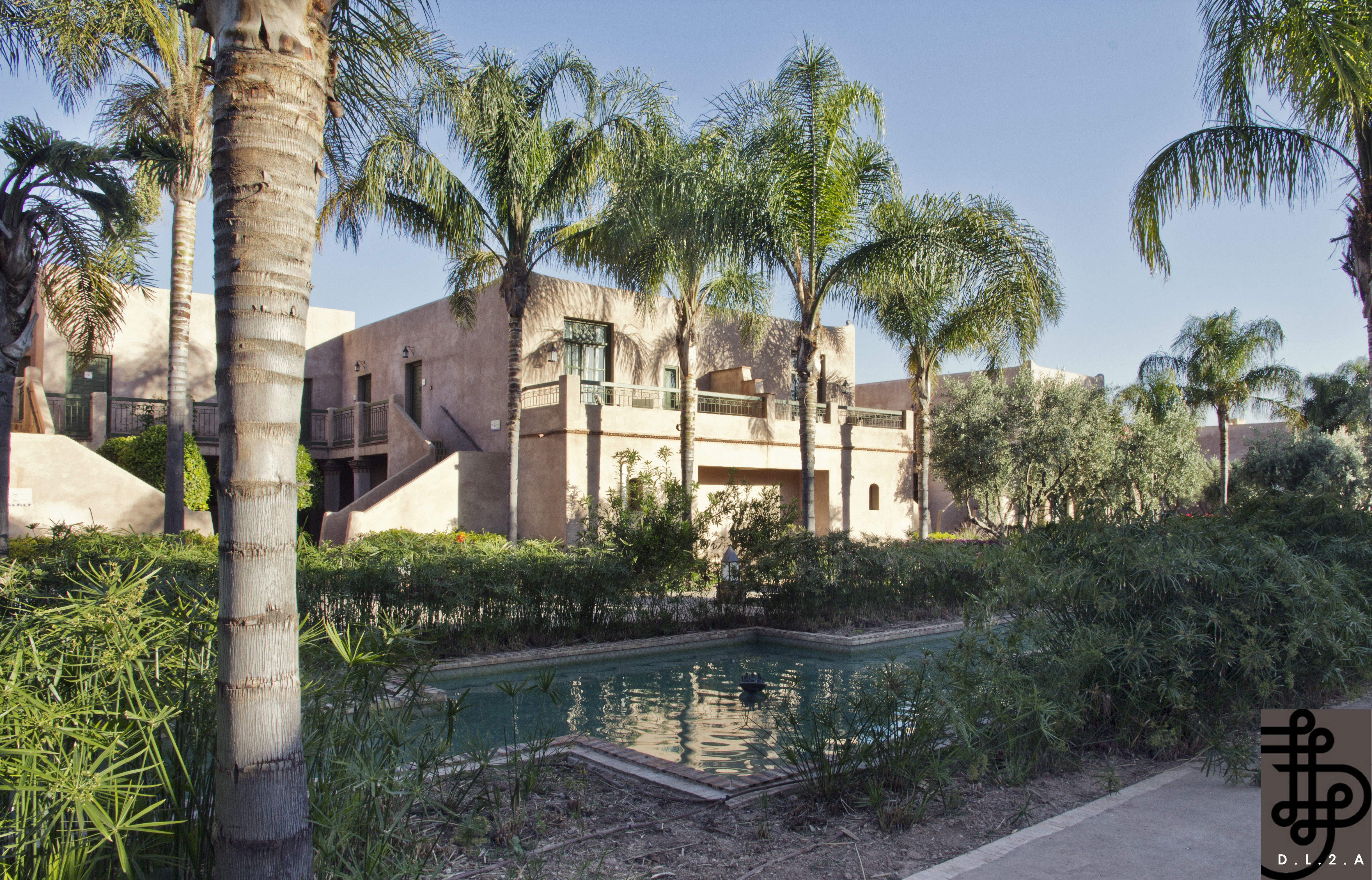
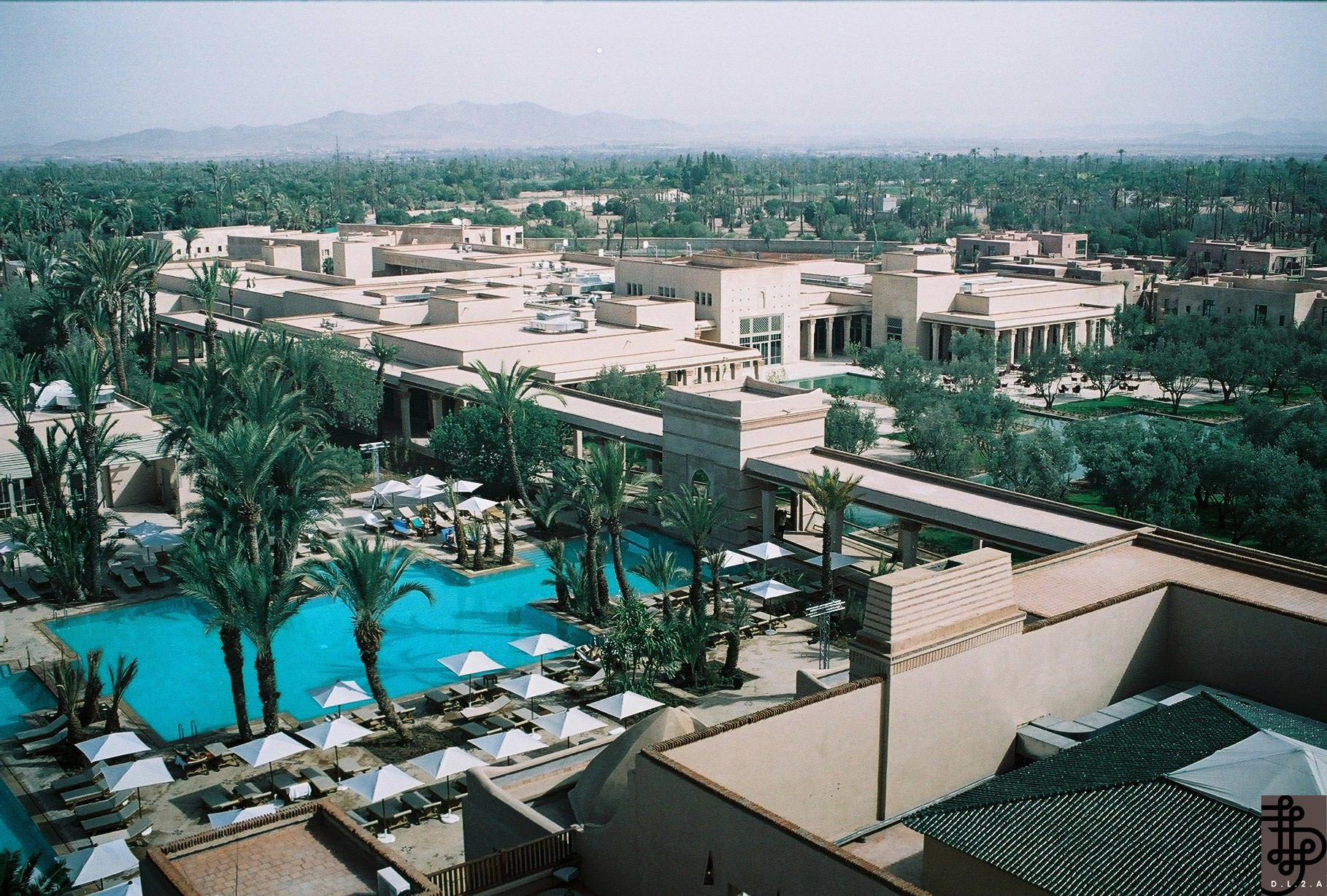
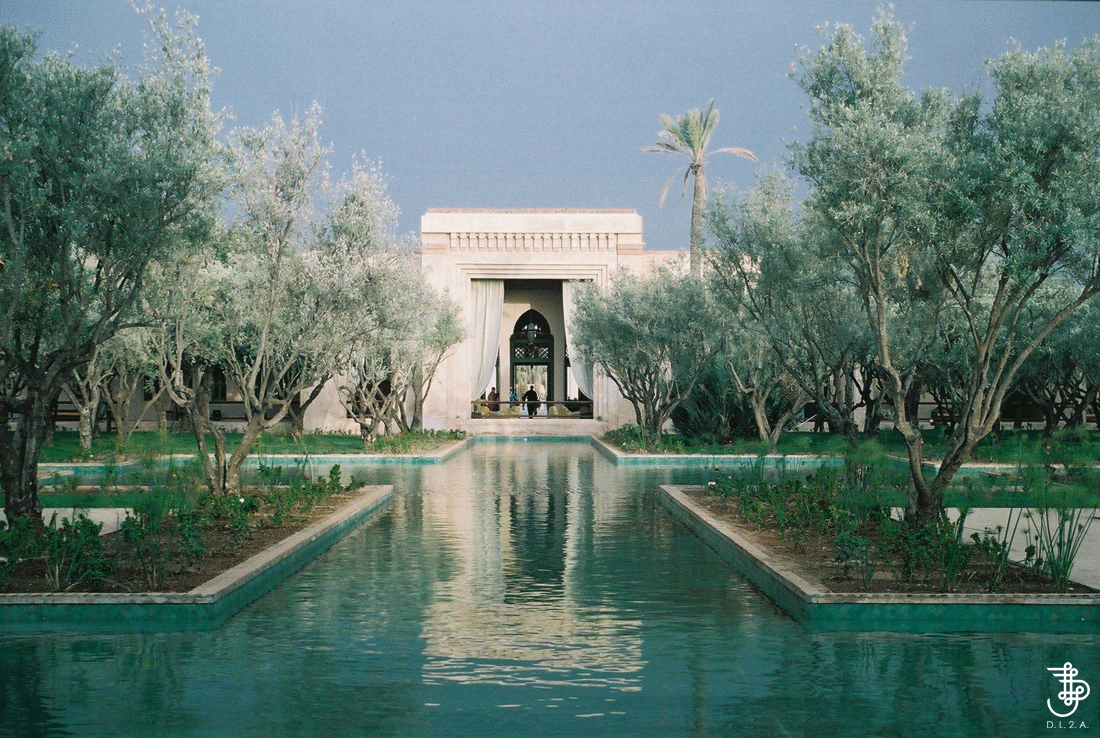

Le développement de l'urbanisme de Marrakech, et du tourisme au Maroc, a impliqué un très vaste programme croissant de construction de nombreux et luxueux hôtels, palaces, restaurants, villas, quartiers résidentiels, riads, village de vacances, terrains de golf, piscines, ensembles immobiliers, et du Jardin Majorelle, qui s'implantent progressivement sur la palmeraie historique et détournent une partie de sa source d'irrigation.